# NK Jezero Medvode
Nogometni klub Jezero Medvode, meestal vermeld als NK Jezero Medvode of kortweg Jezero Medvode, is een Sloveense voetbalclub uit Medvode, die uitkomt in de MNZ Ljubljana Liga, de vijfde klasse in het Sloveense voetbal. De club kwam tot stand door een fusie van NK Medvode en Jezero Zbilje. De club beleefde zijn hoogtepunt in het seizoen 1991-1992, toen het in de Sloveense hoogste klasse uitkwam. Het speelde toen onder de naam Loka Medvode. De naam Jezero is pas in gebruik sinds 2001. 